# Louis J. Gasnier

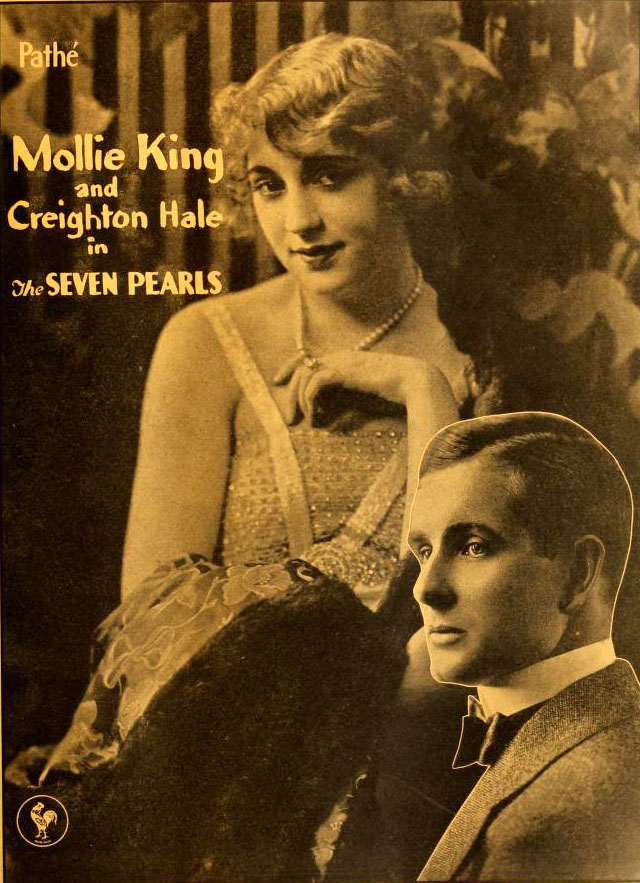
Cena do seriado The Seven Pearls, dirigido por Gasnier.

Louis J. Gasnier (Paris, França, 15 de setembro de 1875 – Hollywood, Califórnia, EUA, 15 de fevereiro de 1963) foi um cineasta, produtor, roteirista e ator franco-americano. Um dos pioneiros do cinema, Gasnier conduziu o início da carreira do comediante Max Linder, co-dirigiu o bem sucedido seriado The Perils of Pauline, em 1914, e dirigiu o notório filme de exploração Reefer Madness, em 1936. Foi diretor de mais de 100 filmes, muitos deles da era muda, atualmente considerados perdidos.

## Biografia
Nascido em Paris, Louis J. Gasnier iniciou sua carreira no teatro, como ator e diretor. Relatos variam sobre quando começou a sua carreira no cinema; de acordo com o próprio Gasnier, sua associação com a Pathé Frères começou em 1899, durante os primeiros dias da empresa. Georges Sadoul reconhece Gasnier como um membro dos primeiros cineastas franceses conhecidos como a “escola de Vincennes”, que também incluía Gaston Velle, Georges Hatot, Lucien Nonguet, Lépine, Andre Heuré, Georges Mauricio e Albert Capellani. No entanto, a Pathé era notoriamente mesquinha com créditos na época, então não há créditos para Gasnier antes de 1905. O primeiro crédito de Gasnier registrado é no filme La première sortie d'un collégien, em 1905, onde dirigiu Max Linder para a Pathé, e tem crédito como diretor e roteirista.
Os mais antigos créditos de Gasnier começam através de sua associação com Max Linder, a quem ele disse ter descoberto. Gasnier dirigiu muitos dos primeiros filmes de Linder e continuou a trabalhar – às vezes como co-diretor com Linder – em projetos através de 1913. Gasnier também dirigiu alguns filmes na Itália, para a Film d'Arte Italiana, uma divisão da Pathé, com alguns desses filmes apresentando a diva do cinema italiano, a legendária Francesca Bertini. George Sadoul, em 1965, comentou que Gasnier “dirigiu cerca de 100 a 200 filmes de 1909 a 1914, sozinho”.

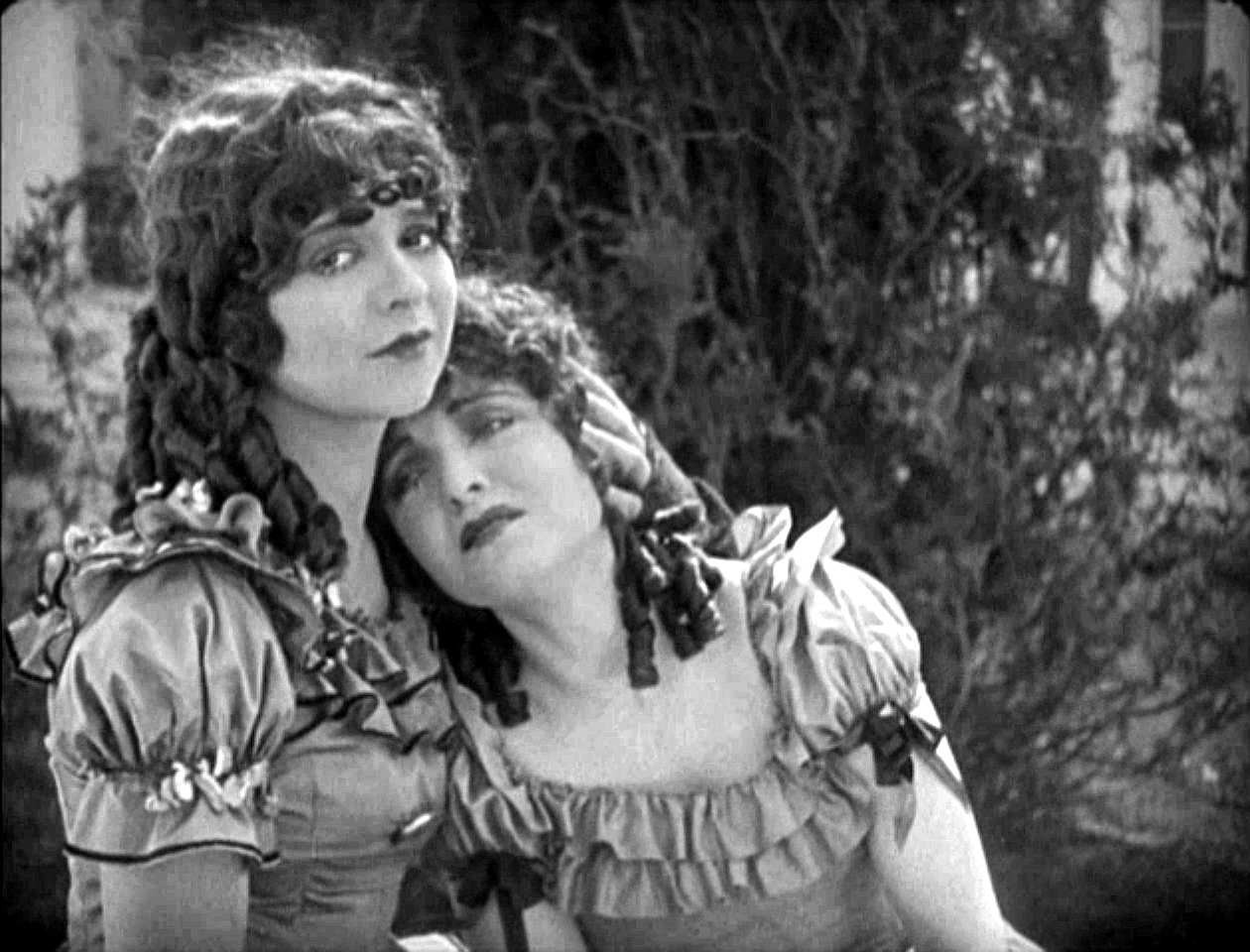
Cena de Maytime, filme dirigido por Gasnier em 1920.

A Pathé Frères estabeleceu uma produtora de cinema nos Estados Unidos em 1911, e em 1913 Gasnier concordou em ir aos Estados Unidos para dirigir suas instalações em Fort Lee, Nova Jérsei. O sucesso mundial do seriado de Gasnier The Perils of Pauline, em 1914, co-dirigido por Donald MacKenzie e estrelado por Pearl White, elevou Gasnier à posição de vice-presidente executivo dentro da divisão americana da Pathé. Gasnier demitiu-se dessa posição em 1916 e estabeleceu uma empresa de produção, a Astra Film Corporation, com o escritor-diretor George B. Seitz que, no entanto, continuou a distribuir através da Pathé.
Em 1919, a Astra Film deixou de distribuir pela Pathé e passou a usar como distribuidor Robertson-Cole, o antecessor da Film Booking Offices of America. Com a partida de Seitz, a Astra se tornou a Louis J. Gasnier Productions, mas apenas alguns poucos filmes foram feitos por esta empresa antes de Gasnier ter sido contratado pelo produtor B.P. Schulberg para direcionar sua empresa cinematográfica Preferred Pictures. Esses anos foram o ponto alto da carreira de Gasnier, pois os filmes eram frequentemente comercializados com seu nome acima do título e algumas vezes como um nome de uma palavra: Gasnier. Junto ao público, o nome Gasnier ficou associado às grandes aventuras em locais exóticos, o que era endêmico dos seriados, ou com melodramas sociais populares no início da década de 1920.
Em 1925, a Preferred Pictures declarou falência, e Gasnier foi trabalhar na Tiffany Pictures, quando o estúdio ainda não fazia parte da Poverty Row, como fez parte posteriormente, porém ainda longe de figurar entre as grandes companhias. Pode ter sido B.P. Schulberg quem resgatou Gasnier da Tiffany; apesar da falência, Schulberg conseguira o contrato da atriz Clara Bow e agora era um executivo da Paramount Pictures. Gasnier entrou na era do cinema falado como um diretor da Paramount, embora ainda estivesse trabalhando em suas produções de língua estrangeira; seu comando da língua inglesa, porém, mesmo depois de viver muitos anos nos Estados Unidos, era ainda limitado.
Na Paramount, Gasnier dirigiu versões estrangeiras de filmes e dirigiu a futura estrela Cary Grant em dois papéis iniciais. Gasnier também fez cinco filmes com o rei do Tango, Carlos Gardel, para lançamento na Argentina. Em 1933-34 Gasnier retornou à França para direcionar a divisão francesa da Paramount, dirigindo Topaze (1933), sob a supervisão do dramaturgo Marcel Pagnol; esse filme marcou a estréia na tela do eminente ator francês Marcel Journet.
A Paramount não renovou o contrato de Gasnier em 1935, e ele ficou desempregado por algum tempo, e apressadamente aceitou o primeiro projeto que surgiu, que lhe foi oferecido pelo produtor George A. Hirliman, Tell Your Children, que na época se tornou conhecido por seu título de reedição, Reefer Madness. Hirliman tinha observado que não havia dinheiro disponível para apoiar filmes que promoviam a legislação anti-maconha pendente. Reefer Madness foi feita em um estúdio complexo que, finalmente, tornar-se-ia o Grand National Pictures, e Gasnier foi eleito para ficar com Hirliman e a Grand National. A Grand National rapidamente fracassou e foi liquidada em 1939; seus estúdios foram tomados pela Producers Releasing Corporation; Gasnier optou por não permanecer na empresa, porém ficou com Hirliman, terminando a sua carreira como diretor de alguns filmes da Monogram Pictures e depois se aposentou aos 65 anos.
Sua última direção foi em Stolen Paradise, em 1940. Gasnier experimentou um longo retiro, e em uma entrevista final revelou que estava praticamente na miséria. Para fazer face às despesas, voltou a atuar, em pequenos papéis não-creditados, o último deles em 1962, no filme Hell Is for Heroes, onde interpretou um velho homem, não creditado. Ele morreu aos 87 anos, em Hollywood.

## Legado

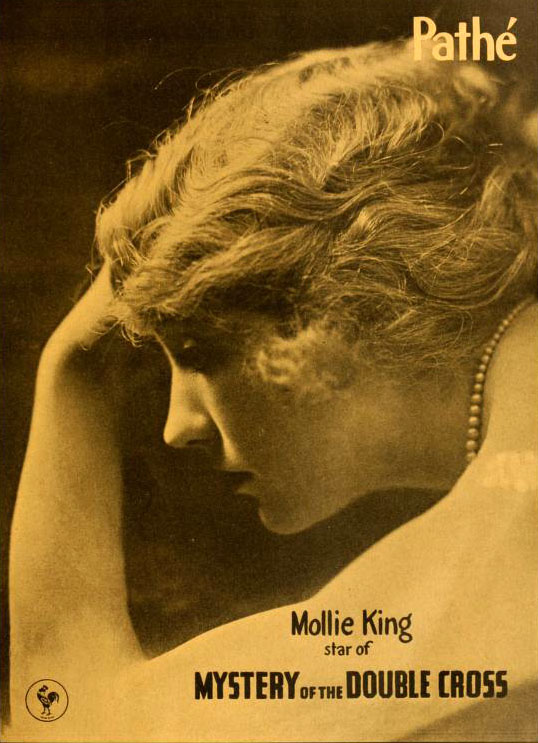
Cena do seriado The Mystery of the Double Cross, dirigido por Gasnier, foi um dos poucos filmes mudos estadunidenses a sobreviver.

Louis J. Gasnier teve a sorte de se encontrar justamente no início de várias tendências chaves no desenvolvimento do cinema. Max Learns to Skate (1907), indiscutivelmente, poderia constituir o início daquilo que seria considerado como comédia clássica do cinema mudo. Tanto The Perils of Pauline (1914), quanto The Exploits of Elaine (1914) foram sucessos internacionais que estabeleceram o seriado estadunidense como um gênero distinto e viável. E enquanto o trabalho de seriados foi colaborativo, Pearl White e o escritor George B. Seitz também foram elementos indispensáveis, a familiaridade de Gasnier com seriados europeus ajudou a infundir a forma americana com alguns dos melhores elementos do que ele havia visto no exterior.
Quando Gasnier morreu, em 1963, The Perils of Pauline foi ainda freqüentemente visto na televisão e qualificado como seu filme mais conhecido naquela época. Gasnier também dirigiu as estrelas de primeira classe Clara Bow e Cary Grant em alguns de seus primeiros papéis e dirigiu quase metade de todos os filmes de Carlos Gardel. Apesar de sua forte associação com a Argentina, Gardel era francês.
Nos anos 2010, o filme Reefer Madness ultrapassou muito, em termos de consciência pública e recepção crítica, The Perils of Pauline. Relançado nos cinemas em 1972, rapidamente atraiu um grande número de fãs nos anos 70 e 80 através de suas exibições nos cinemas de repertório e nos cineclubes de faculdade. O filme, em domínio público, também foi lançado em home video e é facilmente acessado on-line. De todos os filmes que Gasnier dirigiu, Reefer Madness pode ter sido, provavelmente, o filme pelo qual ele menos gostaria de ter sido lembrado.
A atriz Thelma White – que interpretou "Mae" no filme – uma vez reclamou que o filme era uma “bomba” e havia arruinado sua carreira cinematográfica. Para Gasnier, no entanto, era meramente um trampolim para a Grand National e, portanto, representou sua entrada nos Poverty Row.

## Controvérsias
As obras mais conhecidas de Louis J. Gasnier e, portanto, sua reputação, são envolvidas por vários fluxos de controvérsia. Max Linder comprometeu para sempre seu legado cômico considerável através da sua morte trágica e incompreensível em um duplo suicídio (ou homicídio-suicídio), envolvendo a si mesmo e sua jovem esposa em 1925. O inglês pobre de Gasnier foi uma vez acusado de legendas mal alfabetizadas em The Perils of Pauline, mas isto foi desmascarado na década de 1960 por Arthur Charles Miller e William K. Everson.

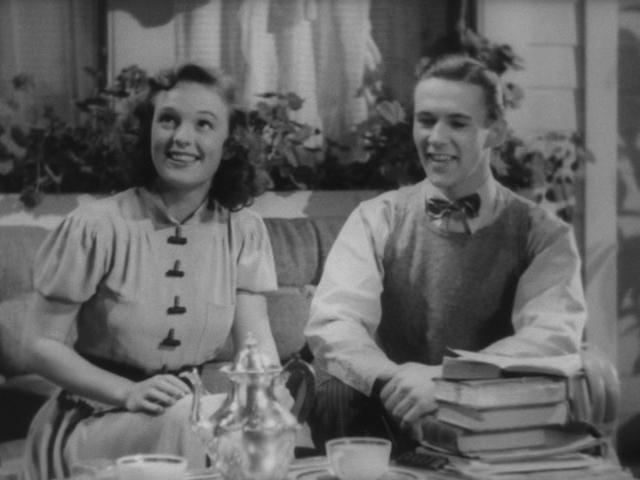
Cena do polêmico filme Reefer Madness, de 1936, propaganda anti-maconha da época, dirigido por Gasnier.

Embora o conteúdo de Reefer Madness geralmente tenha sido considerado tão absurdo quanto inofensivo, tem sido extensivamente criticado por sua cumplicidade com a passagem da Marihuana Tax Act of 1937, que criminalizava a maconha. Reefer Madness é variadamente datado; a data tradicional era 1937, mas tem sido datado de 1940 em algumas fontes, embora 1936 seja a data atualmente convencionada. Notas de Bret Wood em um pôster de fundo também foi usado no filme Something to Sing About, da Grand National, que foi lançado em setembro de 1937. Isto sugere uma data de produção em meados de 1937, mas parece que Reefer Madness não foi distribuído até 1938, quando Dwain Esper colocou-o no circuito roadshow. A essa altura, a Marihuana Tax Act, de 1937, já tinha passado para o direito, e nenhuma impressão de Reefer Madness foi encontrado com o título Tell Your Children.
Gasnier, muitas vezes, trabalhava em colaboração com diretores adicionais, incluindo Linder, MacKenzie e George B. Seitz, assim como também Leopold Wharton, Theodore Wharton, William Parke, James W. Horne, Colin Campbell, Max Marcin, Charles Barton e o jovem George Cukor.
O ator Gary Cooper se desgostou com Gasnier e seu filme Darkened Rooms, tanto que se recusou a participar do filme, apesar das ameaças de suspensão pela Paramount, e o papel foi transferido para Neil Hamilton. O estilo de direção de Gasnier não se deixava envolver pelo conteúdo visual ou pela edição dinâmica; ele estava mais interessado na narrativa básica e gostava de trabalhar mais em supervisão. No entanto, isso não significa que a dinâmica visual é completamente ausente de seus filmes e elogios para o seu trabalho como diretor aparecem em meio a opiniões contemporâneas de seus filmes. Mediante o relançamento no cinema, em 1972, o cineasta underground Jack Smith escreveu uma apreciação de Reefer Madness para o The Village Voice, no qual ele afirmou que “é um belo filme, e todos envolvidos em artes deveriam vê-lo”. Uma razão para Reefer Madness ser tão bem conhecido, em comparação com o selvagem, mas amador filme de Dwain Esper, Marihuana, ou o maçante Assassin of Youth, de Elmer Clifton, é por ser mais bem feito do que eles.
Apesar de ser considerado consistentemente medíocre pelo All Movie Guide's Hal Erickson, continua a ser difícil avaliar os pontos fortes e fracos de Gasnier como um diretor, com base no que sobrevive do seu trabalho da era do cinema mudo.

## Louis J. Gasnier Productions
Há registros de apenas três filmes produzidos pelo estúdio de Gasnier.
- Dangerous Pastime (1922) – dirigido por James W. Horne
- Occasionally Yours (1920) – dirigido por James W. Horne
- The Butterfly Man (1920) – dirigido por Gasnier e Ida May Park

## Preservação
Apesar da sobrevivência de alguns filmes, incluindo muitas das comédias francesas estreladas por Max Linder e The Mystery of the Double Cross (1917), um dos poucos seriados mudos estadunidenses que sobreviveram completos, várias são as perdas de Gasnier na era silenciosa. Entre as exceções estão Kismet (1920), apresentando o legendário ator teatral Otis Skinner, que sobreviveu, assim como os filmes de Gasnier para a Preferred Pictures, Poisoned Paradise (1924), com Clara Bow em um papel coadjuvante e Parisian Love (1925), onde Bow é a estrela principal. A versão de Gasnier para Maytime (1923) – a primeira adaptação para a tela da opereta de Romberg, mais tarde refeita pelo Robert Z. Leonard em um veículo para Nelson Eddy e Jeanette MacDonald – foi encontrado junto com um grupo de filmes americanos, descoberto na Nova Zelândia em 2010. Alguns filmes de Gasnier para a Tiffany foram preservados, mas pouco mais existe. Todos os filmes sonoros de Gasnier, no entanto, sobreviveram.

## Filmografia parcial
- The Perils of Pauline (1914)
- The Exploits of Elaine (1914)
- The New Exploits of Elaine (1915)
- The Shielding Shadow (1916)
- The Mystery of the Double Cross (1917)
- The Seven Pearls (1917)
- The Fatal Ring (1917) (produção)
- Hands Up! (1918)
- The Tiger's Trail (1919)
- Kismet (1920)
- White Man (1924)
- The Parasite (1925)
- Parisian Love (1925)
- Should Tall Men Marry? (1928)
- Darkened Rooms (1929)
- Slightly Scarlet (1930)
- Mysterious Mr. Parkes (1930)
- The Virtuous Sin (1930)
- Espérame  (1933)
- The Last Outpost (1935)
- Reefer Madness (1936)[11]
- What Price Glory (1952) (ator)
- Lafayette Escadrille (1958) (ator)
- Hell Is for Heroes (1962) (ator)